# Sevilla Fútbol Club
Il Sevilla Fútbol Club (in italiano Siviglia), è una società calcistica spagnola con sede nell'omonima città, militante nella Primera División, la massima divisione del campionato spagnolo di calcio. Disputa le partite casalinghe allo stadio Ramón Sánchez-Pizjuán.
Fondato il 25 gennaio 1890, il club veste di rosso e bianco; i calciatori e i tifosi sono soprannominati rojiblancos, ma anche nervionenses per via dell'ubicazione dello stadio, costruito nel quartiere di Nervión.
Nel suo palmarès figurano un campionato spagnolo (1945-1946), 5 coppe nazionali (1934-1935, 1938-1939, 1947-1948, 2006-2007, 2009-2010), una Supercoppa di Spagna (2007) e, in ambito internazionale, un record di 7 Coppe UEFA/Europa League (2005-2006, 2006-2007, 2013-2014, 2014-2015, 2015-2016, 2019-2020, 2022-2023) e una Supercoppa europea (2006).
Oltre alla squadra maschile, il Siviglia possiede anche una squadra femminile e una squadra B militante in Segunda División RFEF, la quarta categoria del calcio spagnolo.

## Storia

Rendimento in campionato del Sevilla Fútbol Club 1929-presente

Il club nacque ufficialmente nel 1890, quando un gruppo di giovani di Siviglia, figli di immigrati inglesi, crearono un sodalizio grazie al quale praticare lo sport del calcio. Il Sevilla Fútbol Club fu registrato il 14 ottobre 1905 per opera di José Luis Gallegos e disputò le prime partite con questo nome al prado of San Sebastián, nel quartiere de Ingegneros. Il 1º gennaio 1913 venne inaugurato il campo del Mercantil, il nuovo stadio.

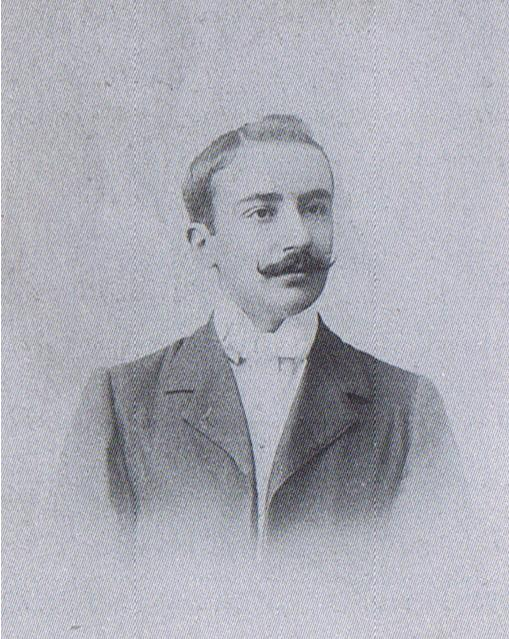
José Luis Gallegos assunse nel 1905 la presidenza del Siviglia, entità fondata nel 1890 e da lui registrata ufficialmente

Nel 1914 il club vinse per la prima volta la Coppa di Siviglia; dalla creazione della Coppa di Andalusia, nel 1916, fino alla sua scomparsa, diciassette anni dopo, la società si aggiudicò quattordici titoli e tre secondi posti. Il 21 ottobre 1918 venne nuovamente cambiato lo stadio, che divenne il campo di Regina Vittoria, mentre sul fronte dei risultati sportivi la squadra raggiunse le semifinali della Coppa del Re (unica competizione nazionale a quell'epoca) nel 1921. In questo periodo si consolidò la famosa linea d'attacco chiamata "la línea del miedo" e lo stile di gioco chiamato la scuola sivigliana. Il 7 ottobre 1928 lo stadio viene cambiato per la penultima volta, con passaggio allo stadio di Nervión, poi utilizzato fino al 1958, quando venne inaugurato l'adiacente stadio odierno. Nel nuovo stadio il Siviglia colse i primi grandi successi: tre Coppe di Spagna (un Trofeo Presidente della Repubblica, un Trofeo del Generalissimo e una Coppa del Generalissimo) e un campionato.
Perso il doppio incontro del 1929 contro il Racing Santander per decidere quale sarebbe stato il decimo club che sarebbe entrato a far parte della prima divisione, la squadra ebbe accesso alla seconda divisione, campionato che venne vinto, ma senza ottenere la promozione, in seguito a un altro doppio scontro con il Racing Santander. Seguirono alcuni anni di risultati mediocri fino alla stagione 1934-1935, quando il Siviglia debuttò nella Primera División spagnola.

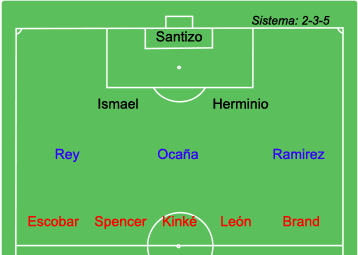
Una formazione del Siviglia nel 1921

Nel 1935 fu messa in bacheca la Coppa del Re, successo replicato nel 1939, dopo la guerra civile spagnola, quando la competizione era chiamata Trofeo del Generalissimo, che grazie alla vittoria divenne di proprietà del club. Malgrado ottime partite giocate nel campionato 1939-1940 (battuti il Barcellona per 11-1, il Valencia per 10-3 e l'Hercules per 8-3), il Siviglia fallì la vittoria del titolo a causa di un pareggio contro l'Hercules. In quella stagione l'attacco fu soprannominato stukas, come i devastanti velivoli da guerra tedeschi.
Dopo alcuni anni nelle prime posizioni del campionato senza mai riuscire a vincere il titolo, nel 1945-1946 arrivò il primo successo nella competizione. La squadra ottenne, invece, il secondo posto in campionato nel 1939-1940, 1942-1943, 1950-1951 (risultato molto contestato) e 1956-1957. Nel 1948 vinse per la terza volta la Coppa di Spagna, torneo in cui si classificò secondo nel 1955 e nel 1962. Dal 1962 dovette attendere quarantaquattro anni per disputare un altro match valido per un titolo a livello nazionale o internazionale. In questi anni pochi risultati buoni furono oscurati da molti risultati negativi. Il club inaugurò il suo nuovo stadio nel 1958, poco dopo la morte del suo presidente più rappresentativo, Ramón Sánchez-Pizjuán, in onore del quale fu intitolato il nuovo campo di gioco.
Qualificatosi nel 1965-1966 alla Coppa delle Fiere, l'anno seguente il Siviglia riuscì solo a salvarsi dalla retrocessione, che avvenne nella stagione successiva, dopo trentatré anni consecutivi nella massima divisione. Tornato in massima serie, due anni dopo riuscì a classificarsi terzo in campionato, risultato che permise agli andalusi di partecipare alla Coppa delle Fiere, ma che non impedì la retrocessione nella stagione 1971-1972. La squadra militò per tre anni nella seconda divisione. Nel 1973 avvenne la tragica morte del centravanti sivigliano Pedro Berruezo sul campo del Pasarón a Pontevedra.
La qualità della squadra, che vedeva tra le proprie file il famoso calciatore gambiano Biri Biri, permise una nuova promozione in prima divisione, dove il club rimase per ventuno anni. Nel 1980, grazie a calciatori come Francisco López Alfaro e Pintinho (che segnò 4 reti al suo debutto contro il Real Saragozza) e sotto la guida dell'allenatore Miguel Muñoz poi di Manolo Thistle, la squadra mostrò un gioco ammirato a livello europeo, partecipando per due volte consecutive alla Coppa UEFA nelle stagioni 1981-1982 e 1982-1983. Durante gli ottavi di finale di Coppa UEFA 1982-1983, dopo la sconfitta esterna contro i greci del PAOK per 2-0, ribaltò il risultato in casa vincendo per 4-0, ma ai quarti di finale venne eliminato dai tedeschi del Kaiserslautern.

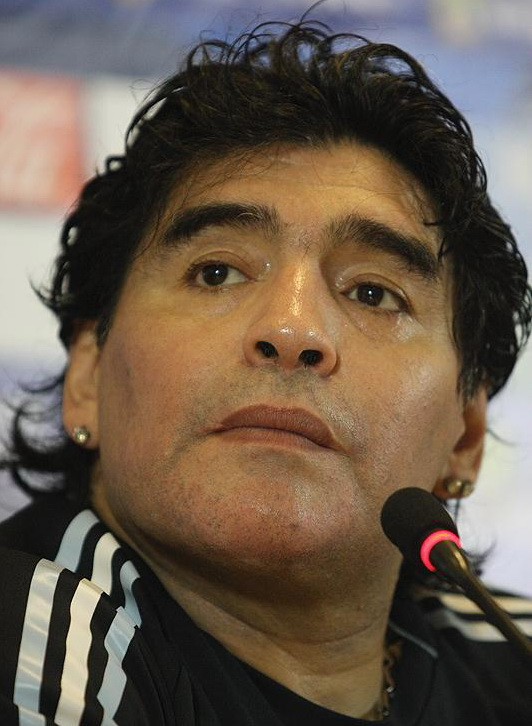
Diego Armando Maradona, al Siviglia nella stagione 1992-1993 con 26 presenze e 5 gol.

Alcuni anni dopo, nella stagione 1989-1990, con Vicente Cantatore sulla panchina, il club ottenne una nuova partecipazione alla Coppa UEFA. Quell'anno la punta austriaca Anton Polster riuscì a segnare 33 reti, ma non vinse la classifica dei capocannonieri poiché Hugo Sánchez riuscì ad arrivare a quota 38. Nella stagione 1992-1993 Diego Armando Maradona arrivò al Siviglia grazie alla presenza del nuovo allenatore Carlos Bilardo, ma il fuoriclasse giocò poco e lasciò la squadra alla fine della stagione, senza mai esaltare il pubblico andaluso. Sotto la guida di Luis Aragonés, nel 1993-1994 il club riuscì a raggiungere buoni risultati, qualificandosi alla Coppa UEFA.
All'epoca le squadre spagnole si stavano gradualmente trasformando in sociedades anónimas deportivas (una particolare tipologia di società per azioni tipica della Spagna), per cui erano obbligate dalla legge a presentare garanzie in base alle previsioni dei debiti prima del 1º agosto 1995. Non avendo fornito tali garanzie previste dalle norme, il Siviglia e il Celta Vigo furono retrocesse d'ufficio nella Segunda División spagnola. La notizia provocò importanti reazioni da parte dei tifosi, decisi a scendere in piazza per mostrare il proprio disappunto nei confronti delle decisioni sportive. La dirigenza del Sevilla affermò inoltre di aver spedito tutta la documentazione richiesta entro il limite indicato. La federazione integrò in prima divisione le due squadre retrocesse la stagione precedente, vale a dire Real Valladolid e Albacete, ma le pressioni dei tifosi spinsero la federazione spagnola a creare un campionato straordinario a 22 squadre per due anni, riammettendo anche le due formazioni retrocesse d'ufficio. Nonostante le problematiche estive, la stagione del Siviglia fu buona; la partecipazione alla Coppa UEFA si concluse con l'eliminazione per mano dei connazionali del Barcellona.
L'azionista di maggioranza del club, González de Caldas, e il tecnico José Antonio Camacho vissero una situazione critica, con il club sull'orlo del fallimento economico e obbligato a svendere i giocatori per ripianare i debiti. Anche lo stadio fu messo in vendita. La rosa, orfana dei suoi campioni, andò incontro a un'altra retrocessione in seconda divisione. Dopo due stagioni arrivò la nuova promozione a spese del Villarreal, ma la stagione 1999-2000 in prima divisione fu una delle peggiori della storia del club e si concluse con una nuova retrocessione.
Dopo alcuni anni di sconfitte e problemi economici, nel febbraio 2000 Roberto Alés assunse la presidenza del Sevilla FC e inaugurò un periodo di austerità e riduzione dei debiti. Il Siviglia, con ammanchi elevatissimi, fu obbligato a vendere le sue stelle, mentre l'ex portiere e amministratore delegato Monchi fu nominato direttore sportivo e Joaquín Caparrós fu scelto come allenatore. Grazie a una capillare rete e di osservatori per scovare giovani talenti in tutto il mondo, specialmente in Sudamerica, e a una politica basata sulla concretezza, la squadra ottenne la promozione vincendo la seconda divisione nel 2000-2001 con 23 vittorie e 66 reti, risultato che costituisce un record. Al primo anno in massima divisione, pur con pochi fondi, fu creato un gruppo competitivo che riuscì a salvarsi senza troppi problemi.

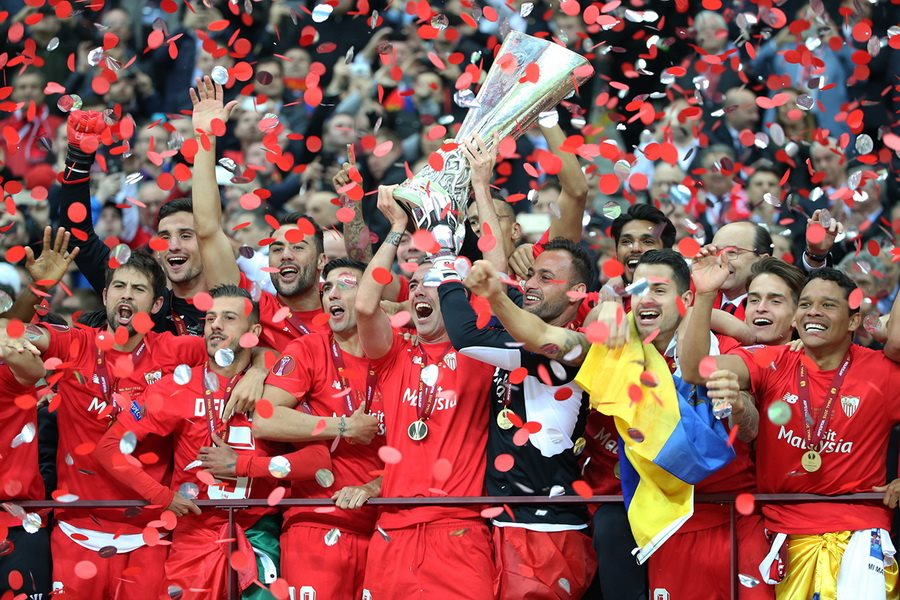
La quarta affermazione in Coppa UEFA/Europa League, nell'edizione 2014-2015, ha fatto del Siviglia il club più vincente nella storia della manifestazione.

Nel 2002 la presidenza passò al vicepresidente José María del Nido, famoso per la sua gestione economica durante la crisi. Il nuovo presidente ebbe a disposizione più denaro e poté acquistare negli anni giocatori di alto livello, senza, tuttavia, depauperare le risorse economiche. Grazie anche ai primi buoni risultati, i tifosi tornarono a sostenere il club allo stadio e nella stagione 2004-2005 la squadra sfiorò il piazzamento utile per accedere ai preliminari di UEFA Champions League, qualificandosi comunque alla Coppa UEFA. Terminata la gestione di Caparrós, la squadra passò sotto la guida di Juande Ramos, che nel 2005-2006 sfiorò, in ambito nazionale, la qualificazione alla più importante coppa europea con il quinto posto in campionato e condusse, in ambito internazionale, i sivigliani alla vittoria della Coppa UEFA, grazie al 4-0 contro il Middlesbrough nella finale giocata al Philips Stadion di Eindhoven (doppietta di Enzo Maresca). I successi proseguirono nel 2006-2007 con la vittoria della Supercoppa europea (3-0 contro il Barcellona) e con un nuovo trionfo in Coppa UEFA, questa volta per 5-3 ai tiri di rigore nella finale disputata ad Hampden Park, Glasgow, contro i connazionali dell'Espanyol. Qualche giorno dopo la squadra di Ramos, che in campionato era giunta terza qualificandosi alla UEFA Champions League, concluse una stagione eccezionale vincendo la Coppa del Re.
La stagione 2007-2008, segnata dalla morte del 22enne calciatore del Siviglia Antonio Puerta, accasciatosi in campo durante una partita e poi deceduto in ospedale, vide la prima vittoria in Supercoppa di Spagna e il debutto della squadra nella UEFA Champions League, dove gli andalusi, passati nelle mani di Manolo Jiménez, vinsero il proprio girone per poi uscire agli ottavi di finale. Nel triennio seguente il club si mantenne ai vertici del calcio nazionale e mise in bacheca la Coppa del Re nel 2009-2010, mentre dal 2011 visse un biennio di crisi.
Negli anni a venire il Siviglia, pur non classificandosi ai primi posti del campionato, conobbe una nuova fase di successi europei. La squadra si aggiudicò, infatti, per tre volte consecutive l'Europa League (nel 2013-2014 in finale contro il Benfica ai rigori, nel 2014-2015 in finale contro il Dnipro per 3-2 e nel 2015-2016 in finale per 3-1 contro il Liverpool), diventando così la compagine più titolata nella competizione, anche se sfuggì per tre volte di fila la vittoria della Supercoppa europea. Partito Unai Emery, il tecnico dei tre trionfi, la formazione andalusa si piazzò quarta in campionato nel 2016-2017 e dal 2020 al 2022, arricchendo la propria bacheca con due altri successi in Europa League (nel 2019-2020 in finale per 3-2 contro l'Inter e nel 2022-2023 in finale per 4-1 ai rigori contro la Roma).

## Colori e simboli

### Stemma
Il simbolo del club è uno scudo svizzero che all'interno presenta 4 raffigurazioni: nella parte superiore sinistra sono raffigurati i 3 santi della città andalusa, San Isidoro, San Fernando e San Leandro (da sinistra verso destra), i quali sono presenti anche nello stemma della città; San Fernando è seduto su un trono dorato, sormontato da un baldacchino di porpora, con una corona d'oro sulla testa, una spada nella mano destra ed il mondo in quella sinistra. Ai lati del re si possono notare i due vescovi, che impugnano un pastorale dorato con la mano destra e indossano una mitra sul capo. Nella parte superiore destra sono sovrapposte 3 lettere (S, F e C) che stanno per Sevilla Fùtbol Club. In posizione centrale, è visibile un “balón leonado”, un pallone di cuoio. Nella parte inferiore, infine, sono visibili 6 fasce verticali bianche che si alternano a 5 fasce verticali rosse, ad indicare i colori sociali del club.

### Inno
Il vecchio inno risale al 1983. Le parole furono scritte da Ángel Luis Osquiguilea de Roncales e la musica composta da Manuel Osquiguilea de Roncales.
Nel 2005 il cantautore sevillano El Arrebato, compose l'inno del centenario del Sevilla FC, che in breve tempo arrivò a essere il singolo più venduto in Spagna, e quinto nella classifica annuale. Ben presto il singolo di El Arrebato divenne l'inno del club, risultando l'inno più venduto in tutta la storia del calcio spagnolo. Il 9 ottobre 2006 fu inserito nelle pareti dello Stadio il disco d'oro dell'inno del centenario. Il testo della canzone si presenta come un'invocazione alla divinità Sevilla e come una promessa di amore eterno nei confronti del club.

## Strutture

### Stadio

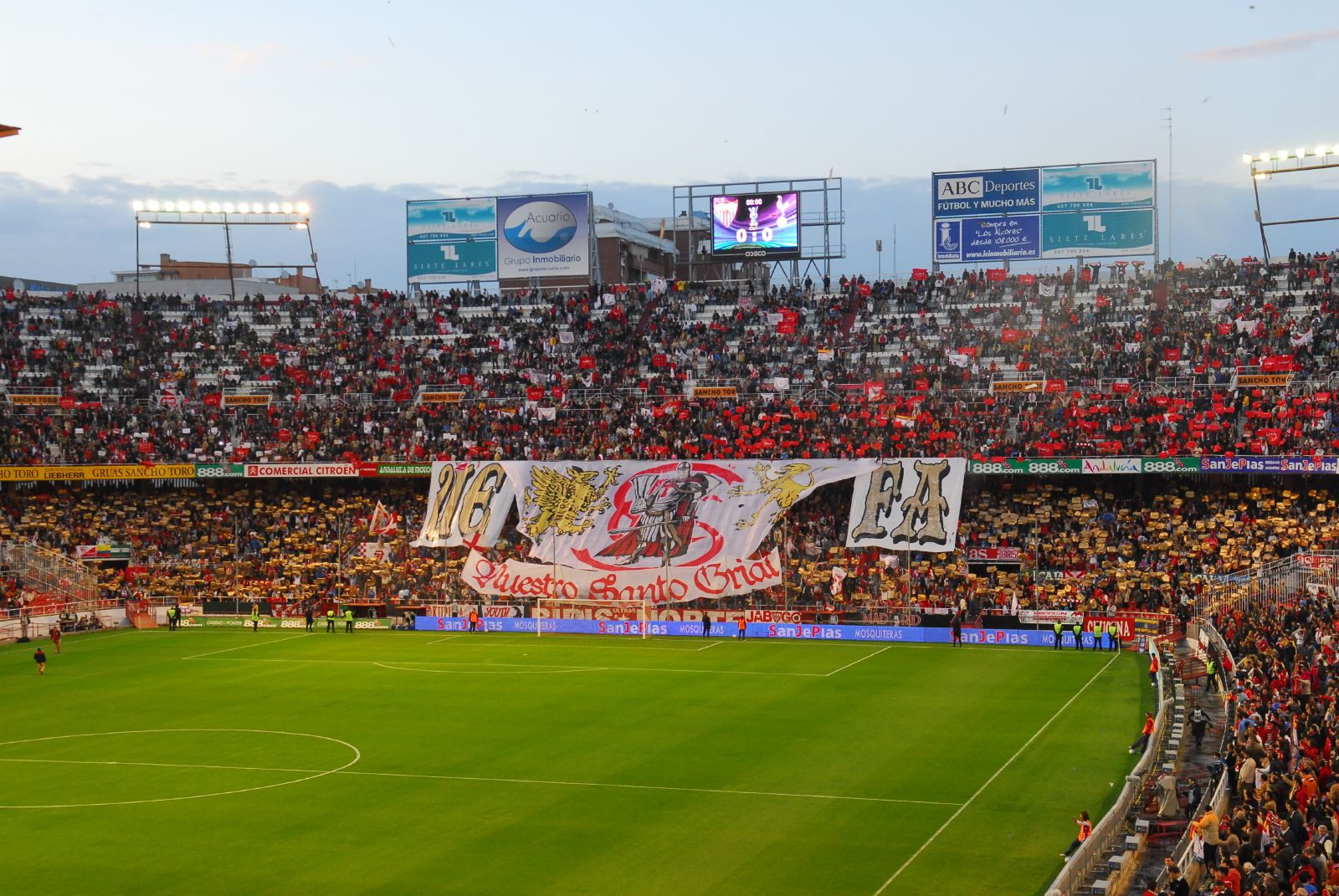
Tifosi del Sevilla FC prima dell'ingresso delle squadre

Lo Stadio Ramón Sánchez Pizjuán, inaugurato nel 1957, ha una capacità di 42.500 spettatori. Di proprietà del Sevilla Fútbol Club, ha le dimensioni di 105×70 metri e fu ideato da Manuel Muñoz Monasterio, architetto del progetto iniziale.
Sulla facciata sulla via Sevilla Fútbol Club, che porta a Plaza Nervión, è presente un mosaico che copre tutta la facciata e che mostra nella sua parte centrale lo scudo simbolo del club. Nello stesso mosaico nelle parti laterali sono presenti tutti gli emblemi delle società che hanno giocato nello stadio fino al 1982. Nella parte bassa sono presenti le iniziali di tutti gli stadi precedenti del Sevilla con per ognuno la data in cui la formazione vi si è trasferita. L'ingresso numero 16 è dedicato ad Antonio Puerta.
Nel 2008 è avvenuta la ristrutturazione del Ramón Sánchez Pizjuán, per un costo che varia tra gli 80 e i 100 milioni di euro, aumentando la capacità fino a 66.000 spettatori. Gli architetti Juan Antonio e Santiago Balbontín hanno realizzato la trasformazione in due passi successivi, nella prima la capacità è aumentata di 10.000 posti a cui si aggiungono altri 12.000 nella seconda fase.
 Nel giugno 2015 il RSP è stato sottoposto ad ulteriori lavori di ammodernamento, che hanno portato la capienza a 42.714 spettatori. Lo stadio rojiblanco è tra i più caldi nel mondo del calcio e non a caso viene denominato anche "La Bombonera de Nerviòn".

## Diffusione nella cultura di massa
Il Sevilla FC ha una propria radio, SFC Radio, che trasmette sulla frequenza spagnola 91.6 FM tutto il giorno.
Iniziò le proprie trasmissioni nel settembre 2004, la seconda radio ufficiale di un club in Spagna dopo quella del Real Murcia.
Esiste inoltre un canale televisivo, SFC TV che iniziò le trasmissioni con la partita di coppa UEFA 2005/2006 Zenit San Pietroburgo-Sevilla FC il 24 novembre 2006, per poi trasformarsi in un canale definitivo tre giorni dopo. Trasmette le partite amichevoli del club, oltre che notizie, interviste, presentazioni di nuovi calciatori, allenatori o dirigenti e repliche di partite precedenti e storiche.
Ha due giornali, il SFC Periódico Oficial ad emissione giornaliera e dal 2005 la rivista trimestrale Sevilla Football Club, inviata gratuitamente a tutti i soci.
Nel gennaio 2007 il club ha vinto il XV premio de comunicación por la Asociación de la Prensa de Sevilla per l'"importante campagna di comunicazione realizzata durante il 2006 sui suoi mezzi di comunicazione ufficiali".
Il sito del club è il più visitato in Andalusia e il terzo a livello nazionale.

## Allenatori e presidenti
Di seguito è riportata la lista degli allenatori che si sono succeduti alla guida del Siviglia dalla sua fondazione.
- 1927-1930  Lippo Hertzka
- 1930-1933  José Quirante
- 1933-1936  Encinas
- 1939-1941  Pepe Brand
- 1941-1942  Santos
- 1942  Pepe Brand
- 1945-1947  Encinas
- 1949-1953  Campanal
- 1954-1957  Helenio Herrera
- 1957-1958  Satur Grech (1 lug.-31 dic.)
 Diego Villalonga (1 gen.- 30 giu.)
- 1958-1959  Jenő Kalmár (1 lug.-31 ott.)
 Ipiña (1 nov.- 30 giu.)
- 1959-1960  Luis Miró
- 1961-1963  Antonio Barrios
- 1963-1964  Otto Bumbel
- 1964-1965  Ferdinand Daučík
- 1965-1966  Ignacio Eizaguirre (1 lug.-28 feb.)
- 1966-1967  Sabino Barinaga
- 1967-1968  Antonio Barrios (10 set.-28 gen.)
 Juan Arza (4 feb.- 28 apr.)
- 1968-1969  Juan Arza
- 1969-1971  Max Merkel
- 1971-1972  Dan Georgiadis (5 set.-27 febt.)
 Vic Buckingham (5 mar.- 30 giu.)
- 1972-1973  Salvador Artigas
- 1973-1974  Ernst Happel (1 lug.-31 dic.)
 Buque (11 mag.- 26 mag.)
- 1974-1976  Roque Olsen
- 1976-1979  Carriega
- 1979-1981  Miguel Muñoz
- 1981-1982  Miguel Muñoz (1 lug.- 6 dic.)
 Manolo Cardo (1 dic.- 30 giu.)
- 1982-1986  Manolo Cardo
- 1986-1987  Jock Wallace
- 1987-1989  Xabier Azkargorta
- 1989-1990  Xabier Azkargorta (1 lug.- 31 dic.)
- 1989-1991  Vicente Cantatore
- 1991-1992  Victor Espárrago
- 1992-1993  Carlos Bilardo
- 1993-1995  Luis Aragonés
- 1995-1996  Toni (1 lug.- 22 ott.)
 Juan Carlos Álvarez (23 ott.- 30 giu.)
- 1996-1997  José Antonio Camacho
- 1997-1998  Julián Rubio (1 lug.- 31 ott.)
 Miera (1 nov.- 31 dic.)
 Juan Carlos Álvarez (1 gen.- 30 giu.)
- 1998-1999  Fernando Castro Santos
- 1999-2000  Marcos Alonso Peña (1 lug.- 28 feb.)
 Juan Carlos Álvarez (1 mar.- 30 giu.)
- 2000-2005  Joaquín Caparrós
- 2005-2007  Juande Ramos
- 2007-2008  Juande Ramos (1 lug.- 26 ott.)
 Antonio Álvarez Giráldez (27 ott.- 30 giu.)
- 2007-2009  Manuel Jiménez Jiménez
- 2009-2010  Manuel Jiménez Jiménez (1 lug.- 23 mar.)
 Antonio Álvarez Giráldez (26 mar.- 30 giu.)
- 2010-2011  Antonio Álvarez Giráldez (1 lug.- 27 set.)
 Gregorio Manzano (27 set.- 30 giu.)
- 2011-2012  Marcelino García Toral (1 lug.- 6 feb.)
 Míchel (7 feb.- 30 giu.)
- 2012-2013  Míchel (1 lug.- 13 gen.)
 Unai Emery (14 gen.- 30 giu.)
- 2013-2016  Unai Emery
- 2016-2017  Jorge Sampaoli
- 2017-2018  Eduardo Berizzo (1 lug.- 22 dic.)
 Vincenzo Montella (28 dic.- 28 apr.)
 Joaquín Caparrós (28 apr.- 30 giu.)
- 2018-2019  Pablo Machín (1 giu.- 15 mar.)
 Joaquín Caparrós (15 mar. - 22 mag.)
- 2019-2022  Julen Lopetegui
- 2022-2023  Julen Lopetegui (1 lug. - 5 ott.) 
 Jorge Sampaoli (6 ott. - 21 mar.)
 José Luis Mendilibar (21 mar. - 8 ott.)
- 2023-2024  Diego Alonso (10 ott - 16 dic)
 Quique Sánchez Flores (16 dic. - 28 mag.)
- 2024-  Francisco Javier García Pimienta

Il Siviglia ha avuto 29 presidenti durante la sua storia, cinque dei quali sono stati eletti in condizioni speciali o come temporanei durante le elezioni. Nel 1992, dopo l'entrata in vigore della legge sulle Sociedades Anónimas Deportivas (SAD), il Siviglia venne convertito in una di queste e per questo modificò il suo sistema di elezione del presidente, che viene eletto dai soci del club in funzione delle azioni in suo possesso.
- 1890-1905  Edward F. Johnston
- 1905-1908  José Luis Gallegos Arnosa
- 1908-1914  José María Miró Trepats
- 1914-1920  Francisco Javier Alba y Alarcón
- 1920-1921  Enrique Balbontín de Orta
- 1921-1922  Jorge Graells Miró
- 1922-1923  Carlos Piñar y Pickman
- 1923-1925  Manuel Blasco Garzón
- 1925-1932  Juan Domínguez Osborne
- 1932-1941  Ramón Sánchez Pizjuán y Muñoz
- 1941-1942  Antonio Sánchez Ramos
- 1942-1948  Jerónimo Domínguez y Pérez de Vargas
- 1948-1956  Ramón Sánchez Pizjuán y Muñoz
- 1956-1957  Francisco Graciano Brazal
- 1957-1961  Ramón de Carranza Gómez Pablo
- 1961-1963  Guillermo Moreno Ortega
- 1963-1966  Juan López Sánchez
- 1966  Antonio García Carranza
- 1966-1968  Manuel Zafra Poyato
- 1968-1972  José Ramón Cisneros Palacios
- 1972-1984  Eugenio Montes Cabeza
- 1984  Rafael Carrión Moreno
- 1984  Juan Silverio de la Chica Viso
- 1984  Francisco Ramos Herrero
- 1984-1986  Gabriel Rojas Fernández
- 1986-1990  Luis Cuervas Vilches
- 1990  José María Cruz Rodríguez
- 1990-1995  Luis Cuervas Vilches
- 1995  José María del Nido Benavente
- 1995-1996  Francisco Escobar Gallego
- 1996-1997  José María González de Caldas
- 1997-2000  Rafael Carrión Moreno
- 2000-2003  Roberto Alés García
- 2003-2013  José María del Nido Benavente
- 2013-2023  José Castro Carmona
- 2023-  José María del Nido Benavente

## Calciatori

### Vincitori di titoli
Campioni del mondo
- Jesús Navas (Sudafrica 2010)
- Steven Nzonzi (Russia 2018)
- Gonzalo Montiel (Qatar 2022)
- Marcos Acuña (Qatar 2022)
- Alejandro Gomez (Qatar 2022)

Campioni Olimpici
- Diego Carlos (Tokyo 2020)

Campioni d'Europa
- Álvaro Negredo (Polonia-Ucraina 2012)
- Jesús Navas (Polonia-Ucraina 2012 e Germania 2024)

Campioni del Sud America
- Daniel Alves (Venezuela 2007)
- Martín Cáceres (Argentina 2011)
- Alejandro Gomez (Brasile 2021)
- Marcos Acuña (Brasile 2021 e USA 2024)

Calciatori vincitori della Nations League
- Beto (2019)
- Jules Koundé (2021)
- Jesús Navas (2023)

## Palmarès

### Competizioni nazionali
- Campionato spagnolo: 1

1945-1946
- Coppa di Spagna: 5

1935, 1939, 1947-1948, 2006-2007, 2009-2010
- Supercoppa di Spagna: 1

2007
- Segunda División: 4

1928-1929, 1933-1934, 1968-1969, 2000-2001

### Competizioni regionali
- Coppa di Andalusia: 18

1917, 1919, 1920, 1921, 1922, 1923, 1924, 1925, 1926, 1927, 1929, 1930, 1931, 1932, 1933, 1936, 1939, 1940
- Coppa della città di Siviglia: 3

1913, 1917, 1919

### Competizioni internazionali
- Coppa UEFA/Europa League: 7  (record)

2005-2006, 2006-2007, 2013-2014, 2014-2015, 2015-2016, 2019-2020, 2022-2023
- Supercoppa UEFA: 1

2006
- UEFA-CONMEBOL Club Challenge: 1

2023

### Competizioni giovanili
- División de Honor Juvenil de Fútbol: 3

1990-1991, 2011-2012, 2012-2013

## Statistiche e record

### Partecipazione ai campionati e ai tornei internazionali

#### Campionati nazionali
Dalla stagione 1928-1929 alla stagione 2025-2026 il club ha ottenuto le seguenti partecipazioni ai campionati nazionali:
| Livello | Categoria        | Partecipazioni | Debutto   | Ultima stagione | Totale |
| ------- | ---------------- | -------------- | --------- | --------------- | ------ |
| 1º      | Primera División | 83             | 1934-1935 | 2025-2026       | 83     |
| 2º      | Segunda División | 13             | 1928-1929 | 2000-2001       | 13     |

### Statistiche di squadra
| Stagione | Divisione        | Pos. | G  | V  | N  | P  | GF | GS | Pt. | Coppa            | Europa                                                 | Europa                              |
| -------- | ---------------- | ---- | -- | -- | -- | -- | -- | -- | --- | ---------------- | ------------------------------------------------------ | ----------------------------------- |
| 2004-05  | Primera División | 6    | 38 | 17 | 9  | 12 | 44 | 41 | 60  | Quarti di finale | Coppa UEFA                                             | Ottavi di finale                    |
| 2005-06  | Primera División | 5    | 38 | 20 | 8  | 10 | 54 | 39 | 68  | Ottavi di finale | Coppa UEFA                                             | Vincitore                           |
| 2006-07  | Primera División | 3    | 38 | 21 | 8  | 9  | 64 | 35 | 71  | Campione         | Supercoppa UEFA Coppa UEFA                             | Vincitore                           |
| 2007-08  | Primera División | 5    | 38 | 20 | 4  | 14 | 75 | 49 | 64  | Quarti di finale | Supercoppa UEFA UEFA Champions League                  | Finalista Ottavi di finale          |
| 2008-09  | Primera División | 3    | 38 | 21 | 7  | 10 | 54 | 39 | 70  | Semifinale       | Coppa UEFA                                             | Gironi                              |
| 2009-10  | Primera División | 4    | 38 | 19 | 6  | 13 | 65 | 49 | 63  | Campione         | UEFA Champions League                                  | Ottavi di finale                    |
| 2010-11  | Primera División | 5    | 38 | 17 | 7  | 14 | 62 | 61 | 58  | Semifinale       | UEFA Champions League/UEFA Europa League               | Preliminare/Trentaduesimi di finale |
| 2011-12  | Primera División | 9    | 38 | 13 | 11 | 14 | 48 | 47 | 50  | Sedicesimi       | UEFA Europa League                                     | Quarto turno                        |
| 2012-13  | Primera División | 9    | 38 | 14 | 8  | 16 | 58 | 54 | 50  | Semifinale       |                                                        |                                     |
| 2013-14  | Primera División | 5    | 38 | 18 | 13 | 15 | 58 | 69 | 52  | Primo turno      | UEFA Europa League                                     | Vincitore                           |
| 2014-15  | Primera División | 5    | 38 | 23 | 7  | 8  | 71 | 45 | 76  | Quarti di finale | UEFA Europa League                                     | Vincitore                           |
| 2015-16  | Primera División | 7    | 38 | 14 | 10 | 14 | 51 | 50 | 52  | Finalista        | UEFA Champions League Primo turno / UEFA Europa League | Vincitore                           |
| 2016-17  | Primera División | 4    | 38 | 21 | 9  | 8  | 69 | 49 | 72  | Ottavi di finale | UEFA Champions League                                  | Ottavi di finale                    |
| 2017-18  | Primera División | 7    | 38 | 17 | 7  | 14 | 49 | 58 | 58  | Finalista        | UEFA Champions League                                  | Quarti di finale                    |
| 2018-19  | Primera División | 6    | 38 | 17 | 8  | 13 | 62 | 47 | 59  | Quarti di finale | UEFA Europa League                                     | Ottavi di finale                    |
| 2019-20  | Primera División | 4    | 38 | 19 | 13 | 6  | 54 | 34 | 70  | Ottavi di finale | UEFA Europa League                                     | Vincitore                           |

- Partecipazioni alla Coppa del Re: 84
- Debutto in Coppa del Re: 1917
- Miglior piazzamento nella Liga: 1º (1945-1946)
- Peggior piazzamento nella Liga: 20º (1996-1997, 1999-2000)
- Piazzamento storico: 6º
- Giocatore con più presenze: Jesús Navas (514)
- Giocatore con più reti segnate: Juan Arza (182)
- Miglior goleada ottenuta in casa: Siviglia - Barcellona 11 - 1 (1940-1941)
- Miglior goleada ottenuta in trasferta: Celta Vigo - Siviglia 1 - 5 (1943-1944)
- Peggior goleada subita in casa: Siviglia - Real Madrid 0 - 5 (1962-1963)
- Peggior goleada subita in trasferta: Real Madrid - Siviglia 8 - 0 (1958-1959)

#### Tornei internazionali
Alla stagione 2023-2024 il club ha ottenuto le seguenti partecipazioni ai tornei internazionali:
| Categoria                             | Partecipazioni | Debutto   | Ultima stagione |
| ------------------------------------- | -------------- | --------- | --------------- |
| Coppa dei Campioni / Champions League | 11             | 1957-1958 | 2023-2024       |
| Coppa delle Coppe                     | 1              | 1962-1963 | 1962-1963       |
| Supercoppa UEFA                       | 6              | 2006      | 2020            |
| Coppa UEFA / UEFA Europa League       | 17             | 1982-1983 | 2022-2023       |

Il Siviglia è un club di tradizione calcistica nelle competizioni confederali. Fu, infatti il primo club andaluso a disputare la Coppa dei Campioni, nella stagione 1957-1958, dove venne eliminato ai quarti di finale dal Real Madrid. Inoltre disputò anche la scomparsa Coppa delle Coppe.
La compagine sivigliana detiene anche il record nazionale di imbattibilità casalinga nelle competizioni UEFA, con 29 incontri, ad una sola partita dal primato assoluto dell'Ipswich Town, mancato il 14 dicembre 2006, quando fu sconfitta dall'AZ Alkmaar.
Il Siviglia detiene il record di vittorie della Coppa UEFA/UEFA Europa League; in particolare è riuscita a conquistare 7 volte il trofeo in 18 anni, dal 2005 al 2023.
Ha occupato la testa della classifica mondiale per club redatta dall'IFFHS relativa al luglio 2007.

#### Statistiche nelle competizioni UEFA
Tabella aggiornata alla fine della stagione 2021-2022.
| Competizione                  | Partecipazioni | G   | V  | N  | P  | RF  | RS  |
| ----------------------------- | -------------- | --- | -- | -- | -- | --- | --- |
| UEFA Champions League         | 11             | 52  | 24 | 12 | 16 | 86  | 73  |
| Coppa delle Coppe             | 1              | 2   | 1  | 0  | 1  | 2   | 4   |
| Coppa UEFA/UEFA Europa League | 17             | 145 | 86 | 30 | 29 | 265 | 121 |
| Coppa delle Fiere             | 2              | 4   | 1  | 1  | 2  | 4   | 7   |
| Supercoppa UEFA               | 6              | 5   | 1  | 0  | 4  | 10  | 14  |

### Statistiche individuali
I giocatori in grassetto sono ancora in attività con la maglia del Siviglia.
Statistiche aggiornate al 8 dicembre 2024.
| Record di presenze - 704 Jesús Navas (2003-2013; 2017-2024) - 415 Pablo Blanco (1972-1984) - 414 Juan Arza (1943-1959) - 408 Manuel Jiménez (1983-1997) - 456 Campanal II (1950-1966) - 403 José Maria Busto (1942-1958) - 400 Rafael Paz (1984-1997) - 384 Francisco Sanjosé (1971-1986) - 362 Antonio Álvarez Giráldez (1975-1988) - 222 Santi Azterro (1998-2005) | Record di reti - 218 Campanal I (1929-1947) - 207 Juan Arza (1943-1959) - 158 Juan Araújo (1945-1956) - 136 Frédéric Kanouté (2005-2012) - 107 Luís Fabiano (2005-2011) - 91 Davor Šuker (1991-1996) - 85 Álvaro Negredo (2009-2013) - 70 Wissam Ben Yedder (2016-2019) - 67 Kévin Gameiro (2013-2016) - 56 Toni Polster (1988-1991) |

### Trofeo Pichichi e Zarra
- Juan Arza - Trofeo Pichichi (1954-1955)
- Álvaro Negredo - Trofeo Zarra (2010-2011 - 2012-2013)

### Statistiche di squadra
A livello internazionale la miglior vittoria è il 6-0 ottenuto contro il Akhisar Belediyespor nella fase a gruppi della UEFA Europa League 2018-2019, mentre la peggior sconfitta è rappresentata dal 7-1 subito dal Real Madrid nei quarti della Coppa dei Campioni 1957-1958.

## Tifoseria

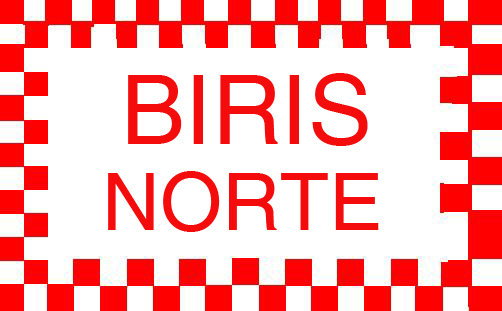
Vessillo del Biris Norte, gruppo di tifosi del Siviglia

Gli ultras del Sevilla sono chiamati Biris e sono situati nel Gol Norte o curva nord del Ramón Sánchez-Pizjuán. La loro fondazione è avvenuta nel 1975, quindi si tratta della prima tifoseria organizzata di Spagna. Il loro nome deriva dal glorioso goleador gambiano Alhaji Momodo Njle, detto Biri Biri, che ha militato nel club tra gli anni '70 e '80. Rappresentano una delle tifoserie più calde del mondo e si caratterizzano per un'ideologia antirazzista, antifascista e indipendentista.

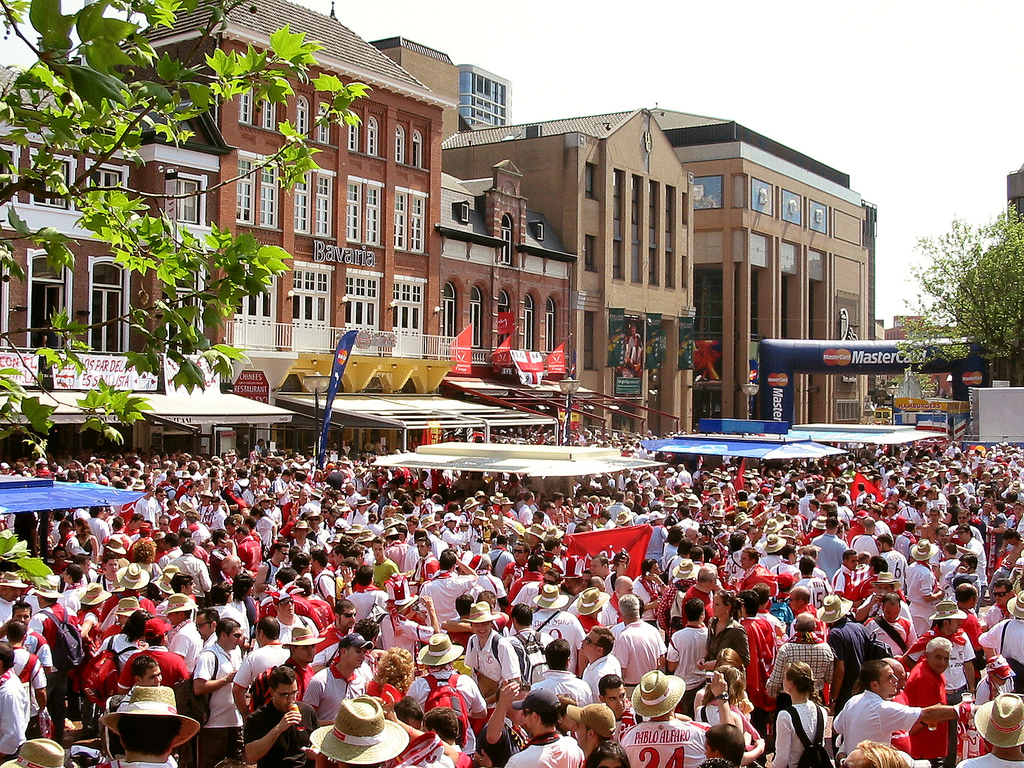
Tifosi del Siviglia ad Eindhoven nel 2006 per la finale di Coppa UEFA

I tifosi del Sevilla FC, come da consuetudine risalente alle origini del club, accorrono a festeggiare alla Puerta de Jerez: all'inizio del XX secolo si celebravano le vittorie della squadra in una birreria situata vicino a Puerta Jerez e lì sorse un teatro chiamato Eslava. Oggi il punto di incontro è l'hotel Alfonso XIII, nel cui bar si riuniscono i giocatori e i dirigenti a fare festa dopo le vittorie del club.

### Gemellaggi e rivalità
I Biris vantano un solido gemellaggio con il Kolectivo Sur dello Xerez, i Riazor Blues del Deportivo La Coruña, i Bukaneros del Rayo Vallecano, il Commando Ultra '84 dell'Olympique Marsiglia e l'Inter City Firm del West Ham.
La rivalità più accesa è quella nei confronti dei concittadini del Real Betis Balompié. Il derby di Siviglia è una delle stracittadine più importanti in Spagna, grazie al calore e all'attaccamento alla maglia dei tifosi. I Nervionenses hanno, inoltre, una forte rivalità con il Frente Atletico dell'Atlético Madrid, a causa del gemellaggio di questi ultimi con l'altra squadra della capitale andalusa, il "Frente Bokeròn" del Malaga, gli Ultras Sur del Real Madrid e gli Ultras Boys dello Sporting Gijon. Sono presenti avversità anche nei confronti del Celta Vigo, eterno rivale del Depor, del Granada (rivalità regionale) e del Valencia.
In Italia il club è gemellato con il Modena ed ha buoni rapporti con Milan (dal 2007, quando si disputò la finale di Supercoppa UEFA e tutti i giocatori scesero in campo con il nome del calciatore Antonio Puerta, morto pochi giorni prima, sulle maglie) e Napoli.

## Organico

### Rosa 2025-2026
Rosa e numerazione aggiornate al 18 agosto 2025.
| N. |                     | Ruolo | Calciatore         |
| -- | ------------------- | ----- | ------------------ |
| 1  | Spagna (bandiera)   | P     | Álvaro Fernández   |
| 2  | Spagna (bandiera)   | D     | José Ángel Carmona |
| 3  | Spagna (bandiera)   | D     | Adrià Pedrosa      |
| 4  | Spagna (bandiera)   | D     | Kike Salas         |
| 5  | Francia (bandiera)  | D     | Tanguy Nianzou     |
| 6  | Serbia (bandiera)   | C     | Nemanja Gudelj     |
| 7  | Spagna (bandiera)   | A     | Isaac Romero       |
| 9  | Nigeria (bandiera)  | A     | Akor Adams         |
| 10 | Belgio (bandiera)   | C     | Dodi Lukebakio     |
| 13 | Norvegia (bandiera) | P     | Ørjan Nyland       |
| 14 | Spagna (bandiera)   | A     | Peque              |
| 16 | Spagna (bandiera)   | D     | Juanlu Sánchez     |
| 18 | Francia (bandiera)  | C     | Lucien Agoumé      |

| N. |                     | Ruolo | Calciatore           |
| -- | ------------------- | ----- | -------------------- |
| 20 | Svizzera (bandiera) | C     | Djibril Sow          |
| 21 | Nigeria (bandiera)  | C     | Chidera Ejuke        |
| 22 | Francia (bandiera)  | D     | Loïc Badé            |
| 23 | Brasile (bandiera)  | D     | Marcão               |
| 24 | Belgio (bandiera)   | A     | Adnan Januzaj        |
| 27 | Belgio (bandiera)   | C     | Stanis Idumbo        |
| 28 | Spagna (bandiera)   | C     | Manu Bueno           |
| 32 | Spagna (bandiera)   | D     | Andrés Castrín       |
| 33 | Spagna (bandiera)   | P     | Rafa Romero          |
| 35 | Spagna (bandiera)   | D     | Ramón Martínez       |
|    | Cile (bandiera)     | D     | Gabriel Suazo        |
|    | Grecia (bandiera)   | P     | Odysseas Vlachodīmos |
|    | Spagna (bandiera)   | A     | Alfon González       |
|    | Svizzera (bandiera) | A     | Ruben Vargas         |

### Staff tecnico
- Matías Almeyda - Allenatore
- Álex García - Vice allenatore
- Albert Peris - Vice allenatore
- Nacho Torres - Allenatore dei portieri
- Óscar Caro - Preparatore atletico
- José Conde - Preparatore atletico
- Juan José del Ojo - Preparatore atletico
- Juan Jose Jimenez - Medico 1ª squadra

## Società

### Organigramma societario
- José Castro Carmona - Presidente
- Gabriel Ramos Longo - Vice presidente
- Monchi - Direttore sportivo
- Óscar Cisneros - Direttore generale

## Altre sezioni e affiliati

### Calcio
Compete nella Primera División Femenina, il campionato femminile spagnolo. Nella stagione 2006-2007 ha raggiunto il quinto posto. Il primo gol della storia del Sevilla FC Femenino lo segnò in un'amichevole Rocío Rios Lozano. Nella stagione 2005-2006 raggiunse il secondo posto nella Primera División Femenina.
Il Sevilla Atlético è un club affiliato al Sevilla Fútbol Club, fondato nel 1958. Il suo obiettivo è quello di formare giocatori giovani per farli debuttare in prima squadra. Nella stagione 2006-2007 ritornò alla sua denominazione originale di Sevilla Atlético, dopo alcuni anni passati con la denominazione di Sevilla FC B. Molti giocatori che hanno vestito la maglia rojiblanca hanno militato nel Sevilla Atletico: Sergio Ramos, Luis Alberto, José Antonio Reyes, Diego Perotti, Alberto Moreno Pérez e Sergio Rico sono la prova dell'ottimo lavoro che svolge il club andaluso con i giovani calciatori.

### Pallacanestro
Il Sevilla FC ebbe una formazione di pallacanestro che giocò due anni nella prima divisione spagnola. Nella stagione 1963-1964 si classificò ottava, mentre la stagione seguente nona. Attualmente il club è estinto, ma la dirigenza sta lavorando per rifondarla.